# La Môme Pigalle
Pour plus de détails, voir Fiche technique et Distribution.
La Môme Pigalle est un film français réalisé par Alfred Rode, sorti en 1955.

## Synopsis
Sortie de prison, Arlette reprend son métier de vedette de cabaret. La police cherche à lui faire avouer où sont cachés les bijoux volés.

## Fiche technique
- Réalisation : Alfred Rode, assisté de Jean Bastia
- Scénario : Jacques Companéez
- Musique : Roger-Roger
- Photographie : Marc Fossard
- Montage : Louisette Hautecoeur
- Pays de production :  France
- Format :  Noir et blanc - 1,37:1 - 35 mm - Son mono
- Genre : Film policier
- Durée : 100 minutes
- Date de sortie :
  - France : 29 novembre 1955

## Distribution
- Claudine Dupuis : Arlette Sidon
- Philippe Nicaud : Philippe-Gérard Maurisset
- Dany Carrel : Marie-Claude
- Jean Gaven : Félix Michaux
- Jean Brochard : le commissaire Alphandri
- Jacques Morel : Mejean
- Robert Berri : monsieur Jo
- Claude Godard : Sonia
- Jacqueline Noëlle : Bigoudi
- Colette Brumaire
- Paul Demange
- José López : lui-même, un danseur
- Frédéric Rey
- Noëlle Alex
- Jean Tissier : M. Albert
- Julien Carette : le portier de l'Arc en ciel
- Dora Doll
- Robert Dalban
- Alexandre Rignault